# Meridiano 121 W
O meridiano 121 W é um meridiano que, partindo do Polo Norte, atravessa o Oceano Ártico, América do Norte, Oceano Pacífico, Oceano Antártico, Antártida e chega ao Polo Sul. Forma um círculo máximo com o Meridiano 59 E.
Começando no Polo Norte, o meridiano 121º Oeste tem os seguintes cruzamentos:
| País, território ou mar | Notas                                                                     |
| ----------------------- | ------------------------------------------------------------------------- |
| Oceano Ártico           |                                                                           |
| Canadá                  | Territórios do Noroeste - Ilha Prince Patrick                             |
| Estreito de McClure     |                                                                           |
| Canadá                  | Territórios do Noroeste - Ilha Banks                                      |
| Golfo de Amundsen       |                                                                           |
| Canadá                  | Territórios do Noroeste - passa no Grande Lago do Urso Colúmbia Britânica |
| Estados Unidos          | Washington Oregon Califórnia - passa em Modesto                           |
| Oceano Pacífico         |                                                                           |
| Oceano Antártico        |                                                                           |
| Antártida               | Território Antártico Australiano, reclamado pela Austrália                |